# إيمان الغزواني
إيمان الغزواني هي لاعبة كرة قدم مغربية، من مواليد 9 يونيو 2000، تلعب كمهاجم لنادي الدرجة الثانية GPSO 92 Issy، ولدت في فرنسا، وتمثل المغرب دولياً.

## مهنة النادي
لعبت في صفوف لا روشيت فو لو بينيل ونادي سان مور ونادي يزيور في فرنسا.

## مهنة دولية
ظهرت الغزواني لأول مرة مع المغربي في 16 سبتمبر 2021 كبديلة في الدقيقة 90 + 4 ضدد الكاميرون خلال كأس عائشة بخاري.

## روابط خارجية
- إيمان الغزواني  على فيسبوك.
- إيمان الغزواني على إنستغرام